# Азовка (приток Дона)
Азо́вка (устар. Ско́пинка) — река в Ростовской области России, левый приток Дона. Длина 11 км. Частично протекает по городу Азову.
Река Азовка в нижнем течении судоходна для маломерных судов. Местный яхт-клуб устраивает на реке регаты.

## Течение
Река берёт начало из северной окраины небольшого квадратного пруда размером 376/319 м, расположенного на западной окраине села Кулешовка. Пруд подпитывается несколькими оросительными каналами, в свою очередь берущими начало из Азовского распределительного канала. На южном берегу этого пруда расположен ныне закрытый Азовский комбинат детского питания. Вначале река течёт на север. Близ истока пересекается автодорогой Ростов-на-Дону—Азов. Выходя из Кулешовки подпитывается справа водами озера-болота Лебяжьего, ранее являвшемся истоком Азовки. После течёт вдоль рыборазводных прудов в искусственно спрямлённом и канализированном русле. После слияния с водами озера Лебяжьего поворачивает на запад. Протекает к северу от хутора Новоалександровка (наименьшее расстояние между рекой и хутором — 158 м). Здесь на реке сооружена плотина. После поворачивает на северо-запад, а ещё ниже на север, огибая западный из прудов. Здесь в реку впадают справа два канала. Через 600 м ниже по течению река покидает искусственное русло, и оставшиеся 5,1 км течёт в естественном русле. Ещё через 985 м принимает левый приток. Далее на реке ряд русловых островов. Через 1,2 км после устья предыдущего левого притока, снова принимает левый приток. Ещё 824-ю м ниже подходит к Азову вплотную. С этого момента и до своего устья (через 2,2 км), Азовка является его северо-восточной границей. Здесь на левом (городском) берегу реки расположен лодочный кооператив «Нептун», напротив которого река принимает правый приток. Чуть ниже от реки вправо отходит канал Азовка—Дон. Через 624 м после истока канала от реки вправо отходит ерик, также впадающий в Дон. Ещё чуть ниже через реку переброшен автомобильный Коллонтаевский мост, ведущий на правобережье Азовки. Перед устье через реку переброшен подвесной мост, ведущий к пляжам на Дону (городской пляж) и Азовке. Мост находится в неудовлетворительном состоянии. Впадает в реку Дон с левой стороны, в 17,3 км от её устья, напротив Зелёного острова, у судоверфи на высоте — 0,4 метра.
Река протекает по территории Азовского района Ростовской области, а также по территории городского округа «Азов».

## Водный режим
Река тесно связана с поймой Дона, так как практически на всём протяжении протекает по ней. Реку с Доном связывают многочисленные каналы и ерики, и режим реки зависит от режима Дона. Река имеет малый уклон и маленькую скорость течения. В низовьях в реку заходит донская вода и она расширяется (наибольшая ширина — 102 м, у пляжа). Зимой замерзает (не всегда).

## Экология
У Азовки есть свои экологические проблемы. Частный сектор, расположенный в микрорайоне Азова Красногоровке, не располагает централизованной канализацией. Стоки сбрасываются в Азовку. Тем не менее на реке есть пляж, где купаются жители города Азова.

## Живая природа
В реке обитает рыба семейства карповых (краснопёрка, лещ, сазан, серебряный карась («карабас», «гибрид»), тарань, уклейка («селявка»)), а также бычок, окунь, ласкирь и щука (редко). Кроме того в реке обитают раки.

## Азовка в литературе
Об Азовке существует стих З. Баевой «Азовка»:
Где разливы Дона бродят ловко, 

Где над ними пляшут облака, 

Речка начинается Азовка 

С чистого, как небо, ручейка 

…